# Informetría
El término informetría aparece en 1979 y se consensuó por parte de los autores para designar estudios cuantitativos de la documentación.
Otto Nack, en Alemania Occidental la define como la aplicación de métodos matemáticos a las situaciones y a los hechos en el campo de la información, con la finalidad de describir y analizar sus fenómenos, descubrir sus leyes y servir de soporte a sus decisiones.
El ODLIS (Online Dictionary for Library and Information Science) la define como el uso de métodos matemáticos y estadísticos en investigaciones relacionadas con bibliotecas, documentación e información. La reconoce como sinónimo de infometría.

## Discusiones sobre el término
Ciertos autores como Brookes consideran que la informetría cubre la bibliometría y a la cienciometría y liga a la bibliometría con la actividad bibliotecaria. La informetría une a la bibliotecología con las nuevas tecnologías y otros autores como Leo Egges y Ronald Rosseau están de acuerdo en que la bibliometría está ligada a la actividad bibliotecaria y bibliográfica y la cienciometría a la política científica
Tanto, Brookes, Egges como Rosseau, están de acuerdo en que el término informetría sea el que se imponga a los otros y la bibliometría y la cienciometría serían campos dentro de la informetría, por lo tanto consideran a la informetría como un campo global.